# Gabriel Andrew Dirac
Gabriel Andrew Dirac, angleški matematik, * 1925, † 1984.
Dirac se je ukvarjal predvsem s teorijo grafov. Njegov očim je bil fizik Paul Dirac.